# Mnemosyne cubana
Mnemosyne cubana är en insektsart som först beskrevs av Stsl 1866.  Mnemosyne cubana ingår i släktet Mnemosyne och familjen kilstritar.
Artens utbredningsområde är Kuba. Inga underarter finns listade i Catalogue of Life.